# Кубок Италии по футболу 2014/2015
Кубок Италии по футболу 2014/15 года (итал. Coppa Italia 2014/2015) — 67-й розыгрыш Кубка Италии по футболу.

## Клубы-участники
| Серия A (20 команд) | Серия B (22 команды) | Профессиональная лига (27 команд) | Серия D (9 команд)                                                                                                  |
| - Аталанта - Дженоа - Интернационале - Кальяри - Кьево - Лацио - Милан - Наполи - Палермо - Парма - Рома - Сампдория - Сассуоло - Торино - Удинезе - Фиорентина - Чезена - Эллас Верона - Эмполи - Ювентус | - Авеллино - Бари - Болонья - Брешиа - Варезе - Виртус Ланчано - Виртус Энтелла - Виченца - Карпи - Катания - Кротоне - Латина - Ливорно - Модена - Перуджа - Пескара - Про Верчелли - Специя - Тернана - Трапани - Фрозиноне - Читтаделла | - Алессандрия - Альбинолеффе - Бассано Виртус - Беневенто - Венеция - Зюйдтироль - Казертана - Катандзаро - Козенца - Комо - Кремонезе - Л’Акуила - Лечче - Мессина - Монца - Новара - Пиза - Понтедера - Прато - Реджина - Ренате - Савона - Салернитана - Сантарканджело - Терамо - ФеральпиСало - Юве Стабия | - Акрагас - Альтовичентино - Корреджезе - Мателика - Ольгинатезе - Рапалло Больяско - Таранто - Террачина - Фолиньо |

## Первый раунд
| Дата       | Хозяева      | Счёт       | Гости            |
| ---------- | ------------ | ---------- | ---------------- |
| 10.08.2014 | Комо         | 5:0        | Мателика         |
| 10.08.2014 | Беневенто    | 2:0        | Корреджезе       |
| 10.08.2014 | Зюйдтироль   | 3:2        | Терамо           |
| 10.08.2014 | Монца        | 2:1        | Ольгинатезе      |
| 10.08.2014 | Реджина      | 0:1        | Казертана        |
| 10.08.2014 | Кремонезе    | 3:2        | Козенца          |
| 10.08.2014 | Венеция      | 5:1        | Таранто          |
| 10.08.2014 | Альбинолеффе | 0:1        | Ренате           |
| 10.08.2014 | Л’Акуила     | 2:1 (д.в.) | Альтовичентино   |
| 10.08.2014 | ФеральпиСало | 1:0        | Сантарканджело   |
| 10.08.2014 | Виченца      | 1:2        | Бассано Виртус   |
| 10.08.2014 | Катандзаро   | 2:0        | Акрагас          |
| 10.08.2014 | Алессандрия  | 1:0        | Салернитана      |
| 10.08.2014 | Пиза         | 4:0        | Рапалло Больяско |
| 10.08.2014 | Савона       | 6:0        | Террачина        |
| 10.08.2014 | Пондетера    | 3:1        | Мессина          |
| 10.08.2014 | Юве Стабия   | 1:0        | Прато            |
| 10.08.2014 | Лечче        | 5:0        | Фолиньо          |

## Второй раунд
| Дата       | Хозяева        | Счёт           | Гости          |
| ---------- | -------------- | -------------- | -------------- |
| 16.08.2014 | Читтаделла     | 2:1            | Пондетера      |
| 16.08.2014 | Виртус Энтелла | 2:2 (пен. 5:4) | Беневенто      |
| 16.08.2014 | Модена         | 0:0 (пен. 3:2) | Монца          |
| 16.08.2014 | Специя         | 1:0            | Лечче          |
| 17.08.2014 | Ливорно        | 2:4            | Бассано Виртус |
| 17.08.2014 | Авеллино       | 2:0            | Венеция        |
| 17.08.2014 | Пиза           | 2:1            | Карпи          |
| 17.08.2014 | Пескара        | 1:1 (пен. 4:3) | Ренате         |
| 17.08.2014 | Тернана        | 2:1            | Катандзаро     |
| 17.08.2014 | Варезе         | 3:2            | Юве Стабия     |
| 17.08.2014 | Виртус Ланчано | 1:0            | Алессандрия    |
| 17.08.2014 | Катания        | 1:0            | Зюйдтироль     |
| 17.08.2014 | Брешиа         | 2:1            | Про Верчелли   |
| 17.08.2014 | Латина         | 1:1 (пен. 4:3) | Новара         |
| 17.08.2014 | Кротоне        | 0:0 (пен. 3:4) | Казертана      |
| 17.08.2014 | Фрозиноне      | 0:0 (пен. 1:3) | Комо           |
| 17.08.2014 | Перуджа        | 2:0            | ФеральпиСало   |
| 17.08.2014 | Трапани        | 1:2            | Кремонезе      |
| 17.08.2014 | Болонья        | 1:2 (д.в.)     | Л’Акуила       |
| 17.08.2014 | Бари           | 2:1            | Савона         |

## Третий раунд
| Дата       | Хозяева        | Счёт       | Гости          |
| ---------- | -------------- | ---------- | -------------- |
| 21.08.2014 | Сассуоло       | 4:1        | Читтаделла     |
| 22.08.2014 | Пескара        | 1:0        | Кьево          |
| 23.08.2014 | Аталанта       | 2:0        | Пиза           |
| 23.08.2014 | Варезе         | 1:0        | Виртус Энтелла |
| 23.08.2014 | Палермо        | 0:3        | Модена         |
| 23.08.2014 | Перуджа        | 2:1 (д.в.) | Специя         |
| 23.08.2014 | Бари           | 1:2        | Авеллино       |
| 23.08.2014 | Кальяри        | 2:0        | Катания        |
| 24.08.2014 | Виртус Ланчано | 0:1        | Дженоа         |
| 24.08.2014 | Брешиа         | 1:0        | Латина         |
| 24.08.2014 | Эллас Верона   | 3:0        | Кремонезе      |
| 24.08.2014 | Лацио          | 7:0        | Бассано Виртус |
| 24.08.2014 | Чезена         | 1:0        | Казертана      |
| 24.08.2014 | Эмполи         | 3:0        | Л’Акуила       |
| 24.08.2014 | Сампдория      | 4:1        | Комо           |
| 24.08.2014 | Удинезе        | 5:1        | Тернана        |

## Четвёртый раунд
| Дата       | Хозяева      | Счёт           | Гости    |
| ---------- | ------------ | -------------- | -------- |
| 02.12.2014 | Лацио        | 3:0            | Варезе   |
| 02.12.2014 | Сассуоло     | 1:0            | Пескара  |
| 02.12.2014 | Эллас Верона | 1:0            | Перуджа  |
| 03.12.2014 | Аталанта     | 2:0            | Авеллино |
| 03.12.2014 | Эмполи       | 2:0            | Дженоа   |
| 03.12.2014 | Удинезе      | 4:2 (д.в.)     | Чезена   |
| 04.12.2014 | Кальяри      | 4:4 (пен. 5:4) | Модена   |
| 04.12.2014 | Сампдория    | 2:0            | Брешиа   |

## 1/8 финала
| Милан                     | 2:1   | Сассуоло           |
| ------------------------- | ----- | ------------------ |
| Паццини 38′ · де Йонг 86′ | Отчёт | 64′ (пен.) Сансоне |

| Парма                     | 2:1   | Кальяри |
| ------------------------- | ----- | ------- |
| Палетта 45′ · Рисполи 84′ | Отчёт | 69′ Сау |

| Торино       | 1:3   | Лацио                                      |
| ------------ | ----- | ------------------------------------------ |
| Мертинес 49′ | Отчёт | 12′ Кейта · 29′ Клозе · 57′ (пен.) Ледесма |

| Ювентус                                                                      | 6:1   | Эллас Верона |
| ---------------------------------------------------------------------------- | ----- | ------------ |
| Джовинко 5′, 45+1′ · Перейра 21′ · Погба 53′ · Мората 63′ (пен.) · Коман 79′ | Отчёт | 57′ Нене     |

| Рома                             | 2:1   | Эмполи    |
| -------------------------------- | ----- | --------- |
| Итурбе 5′ · Де Росси 114′ (пен.) | Отчёт | 80′ Верди |

| Фиорентина                          | 3:1   | Аталанта   |
| ----------------------------------- | ----- | ---------- |
| Гомес 6′, 28′ · Куадрадо 11′ (пен.) | Отчёт | 40′ Бьянки |

| Интернационале          | 2:0   | Сампдория |
| ----------------------- | ----- | --------- |
| Шакири 71′ · Икарди 88′ | Отчёт |           |

| Наполи                                         | 2:2   | Удинезе                                      |
| ---------------------------------------------- | ----- | -------------------------------------------- |
| Жоржиньо 65′ (пен.) · Гамшик 99′               | Отчёт | 58′ Теро · 104′ Коне                         |
| Пенальти                                       |       |                                              |
| де Гузман · Жоржиньо · Место · Гамшик · Игуаин | 5:4   | Фернандеш · Гильерме · Коне · Данило · Аллан |

## Четвертьфиналы
| Милан | 0:1   | Лацио            |
| ----- | ----- | ---------------- |
|       | Отчёт | 38′ (пен.) Билья |

| Парма | 0:1   | Ювентус    |
| ----- | ----- | ---------- |
|       | Отчёт | 89′ Мората |

| Рома | 0:2   | Фиорентина     |
| ---- | ----- | -------------- |
|      | Отчёт | 65′, 89′ Гомес |

| Наполи       | 1:0   | Интернационале |
| ------------ | ----- | -------------- |
| Игуаин 90+3′ | Отчёт |                |

## Полуфиналы

### Первые матчи
| Лацио     | 1:1   | Наполи         |
| --------- | ----- | -------------- |
| Клозе 33′ | Отчёт | Габбьядини 58′ |

| Ювентус      | 1:2   | Фиорентина     |
| ------------ | ----- | -------------- |
| Льоренте 24′ | Отчёт | Салах 11′, 56′ |

### Ответные матчи
| Фиорентина | 0:3   | Ювентус                               |
| ---------- | ----- | ------------------------------------- |
|            | Отчёт | Матри 21′ · Перейра 44′ · Бонуччи 59′ |

| Наполи | 0:1   | Лацио     |
| ------ | ----- | --------- |
|        | Отчёт | Лулич 79′ |

## Финал
| Ювентус                  | 2:1   | Лацио   |
| ------------------------ | ----- | ------- |
| Кьеллини 11′ · Матри 97′ | Отчёт | Раду 4′ |